# Distress
Distress è una forma ristretta specifica del termine stress, e spesso vengono usati come sinonimi. Più in dettaglio, il termine distress rappresenta l'aspetto negativo dello stress, e viene contrapposto ad eustress che rappresenta l'aspetto positivo dello stress, quello di stimolazione fisiologica e mentale tesa ad adattarsi a un cambiamento nell'ambiente.

## Descrizione
In medicina, è uno stato avversivo in cui una persona non è in grado di adattarsi completamente ai fattori stressogeni (che creano la condizione di attivazione), cioè di modificare positivamente la situazione o risolvere il problema, e mostra comportamenti disadattivi.Può evidenziarsi con fenomeni diversi, come l'inadeguata interazione sociale (ad esempio, aggressività, passività o l'isolamento), iperattivazione, disturbi del sonno, difficoltà di memoria.
Le persone sotto stress costante hanno maggiori probabilità di ammalarsi, mentalmente (es. disturbo d’ansia generalizzato o frequenti attacchi di panico, disturbi depressivi) o fisicamente in quanto lo stress acuto e prolungato incide sul sistema immunitario abbassando le difese dell'organismo e diminuendo le capacità di guarigione dei tessuti corporei, e limita il normale funzionamento degli organi (es. sindrome da fatica cronica).
Le persone che non riescono o sono impossibilitate a risolvere il problema che causa il distress trovano altri modi di combatterlo, in modi sia negativi che positivi. Esempi di modi positivi sono l'ascolto della musica, esercizi di rilassamento, attività sportiva, distrazioni di gioco, attività sociali, immersione in un lavoro piacevole ecc. Modi negativi possono includere l'uso di droghe, l'uso di alcool o attività che assorbono il loro tempo e impegno sottraendolo ad altri campi, e possono portare a complicate interazioni sociali, causando così un disagio ancora maggiore.
Le ricerche in campo medico e psicologico distinguono le conseguenze negative dello stress in base al tipo di fattore scatenante, ad esempio condizioni di vita generalizzate (un matrimonio stressante, possibilità socioeconomiche inadeguate, difficoltà di sopravvivenza costanti ecc.), singoli eventi traumatici (terremoti, atti di terrorismo ecc.), o traumi cumulati nel tempo (abusi fisici infantili, condizioni di maltrattamento psicologico e vessazione quotidiana ecc.).